# Ronald Vandewal
Ronald Vandewal (Antwerpen, 8 juni 1946) was een Belgisch volleyballer.

## Levensloop
Vandewal kwam uit voor Brabo Antwerpen, waarmee hij in 1965-'66 landskampioen werd.
Daarnaast was hij actief bij het Belgisch volleybalteam, waarmee hij onder meer deelnam aan de Olympische Zomerspelen van 1968.